# Carolina Barn Dance

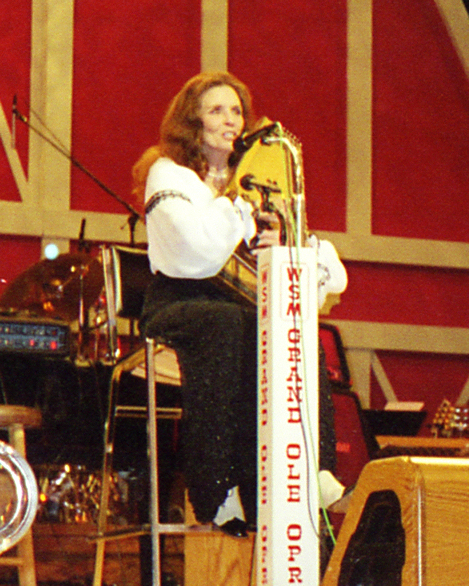
June Carter

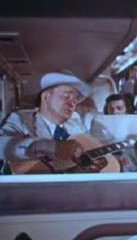
Tex Ritter

Der Carolina Barn Dance war eine US-amerikanische Country-Sendung, die von WBRM aus Spruce Pine, North Carolina, gesendet wurde.

## Geschichte

### Anfänge
Ende der 1940er-Jahre erwarb der Geschäftsmann O.D. Calhoun das Carolina Theatre in Spruce Pine, das bereits 1937 gebaut wurde. Calhoun, der einen ausgeprägten Geschäftssinn für Unterhaltung hatte, begann, im Auditorium Talentwettbewerbe abzuhalten. Bei diesen Wettbewerben suchte er sich die Bands und Musiker aus, die später bei seinem Carolina Barn Dance auftreten sollten. 1949, an einem Freitagabend, wurde die erste Ausgabe der Show abgehalten. Über den Radiosender WBRM aus Marion, North Carolina, wurde der Barn Dance live gesendet.

### Erfolge
Im selben Jahr sah ein Angestellter der Liberty Broadcasting Company (LBC) aus Dallas, Texas, einen der Carolina Barn Dances und war beeindruckt. Er bot Calhoun an, die Sendung in das Programm aufzunehmen. Von 1949 bis 1954 wurde die Show so in 49 Staaten über 512 Sender ausgestrahlt. Calhoun trat in der Show selbst als Moderator auf. Zu Anfang jeder Sendung war sein Satz zu hören:
Mit steigender Popularität der Show konnte die Leitung auch große Stars der Country-Musik wie Bill Monroe, Patsy Cline, Kitty Wells, Sonny James und  die Stanley Brothers für Gastauftritte engagieren. Fast jeder bekannte Country-Musiker absolvierte in der Zeit von 1949 bis 1954 Auftritte in der Show. Nachdem die LBC den Carolina Barn Dance jedoch nun nicht mehr in ihr Netzwerk einspeiste, verlor die Sendung stark an Beliebtheit. Zudem begann nun der Siegeszug des Fernsehens. 1955 wurde der Carolina Barn Dance daher eingestellt. Das Auditorium wurde bis in die 1990er-Jahre hinein genutzt.
Heutzutage wird das Carolina Theatre restauriert, um es wieder zu benutzen. Es wurde dafür die Carolina Theatre Preservation Association (CTPA) gegründet.

## Gäste und Mitglieder
| - Hank Snow - Bill Monroe - Tex Ritter - Sonny James - Patsy Cline - Kitty Wells - The Stanley Brothers - Chet Atkins - Lester Flatt | - Red Wilson - Lulu Belle & Scotty Wiseman - The Buchanan Brothers - The Burleson Sisters - The Briarhoppers - Claude Casey - Whitey and Hogan - Clyde Miller - Betty & Buck |